# Felip de Mallorca (fill il·legítim de Sanç I)
Fill il·legítim del rei Sanç I de Mallorca amb una dama de la casa d'Huzon (d'Usson? forma francesa de la nissaga dels So, vescomtes d'Èvol). L'any 1328, Felip ingressà a l'ordre dels Frares Menors a Nàpols. En molts casos se l'ha confós amb l'Infant Felip de Mallorca, contemporani i oncle seu.